# Winton Motor Raceway
Das Winton Motor Raceway ist die älteste kontinuierlich betriebene Rennstrecke im Bundesstaat Victoria in Australien. Sie liegt inmitten der Gemeinde Winton im lokalen Verwaltungsgebiet Benalla Rural City etwa 10 km nordöstlich der Stadt Benalla und etwa 200 km nordöstlich der Metropole und Bundeshauptstadt Melbourne. 

## Geschichte

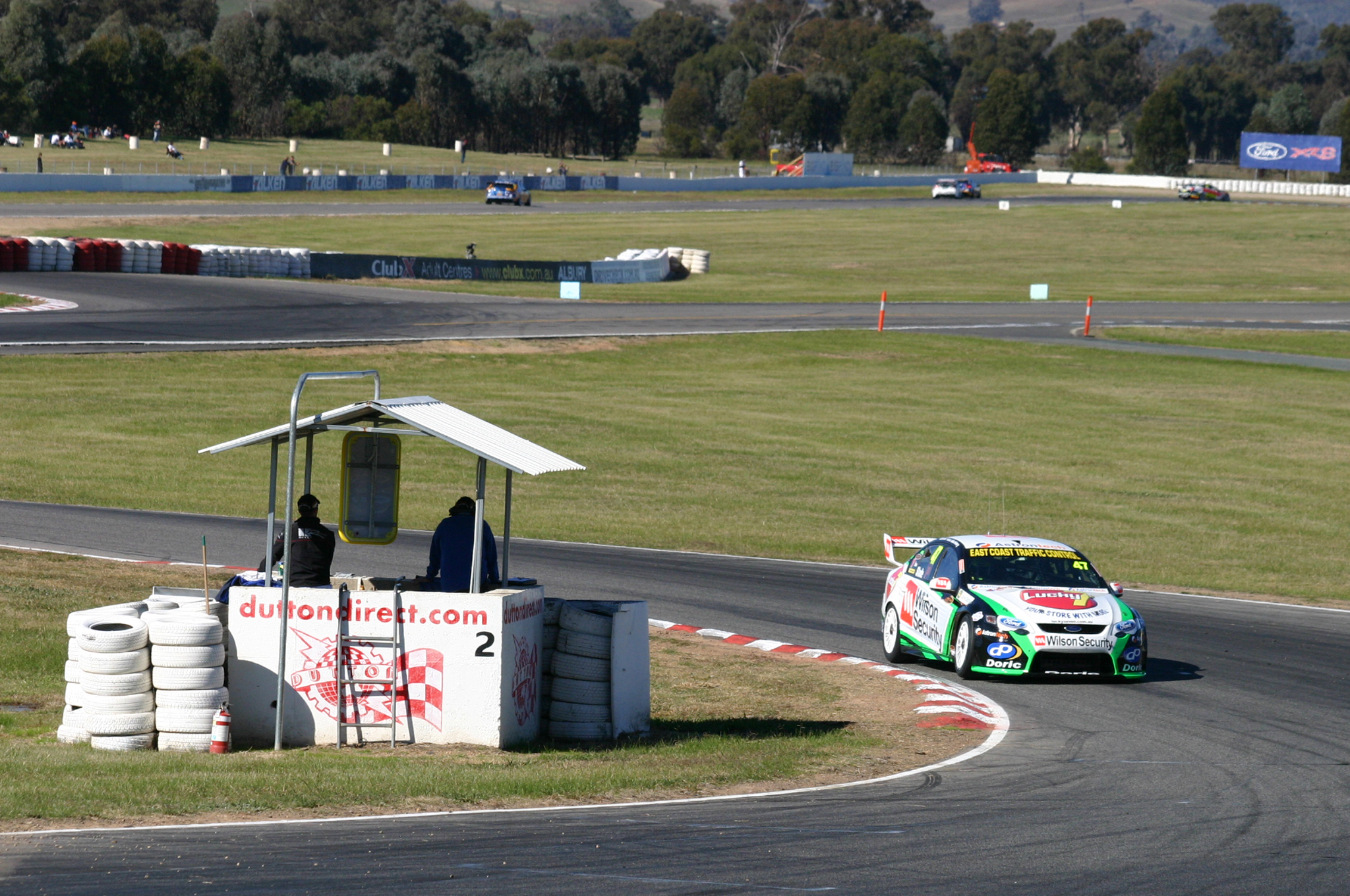
Rennen der Supercars, 2010

Die Rennstrecke wurde als Ersatz für einen von 1958 bis 1961 genutzten Straßenkurs in Barjarg erbaut und 1961 nach 12 Monaten Bau eröffnet. Im Folgejahr wurde die erste Meisterschaft dort ausgetragen. Dank der Werbung wurde die Strecke immer beliebter und bereits in den 1970er Jahren wurde der Kurs national bedeutend, so die Australian Sports Car Championship. Auch die Formel 5000 fuhr dort einige Rennen.
Ab 1985 wurde dem Raceway ein Rennen der Australian Touring Car Championship (heute Teil der Supercars Championship) zuteil. Mit den wachsenden Zuschauerzahlen wurde 1995 mit einer Summe von 500.000 Dollar die Strecke erneuert und verbreitert. Zwei Jahre später wurde mit einem Budget von über einer Million die Strecke um einen Kilometer verlängert. Bei dieser Gelegenheit wurde eine neue, größere Boxengasse angelegt und die Infrastruktur um einen dreistöckiger Rennkontrollturm, ein neues Mediacenter und einen VIP-Pavillion erweitert. Am 5. Juni 2002 kam es zu einem Brand im Rennkontrollturm, das Gebäude brannte ab.
2015 wurde die Rennstrecke zuletzt neu asphaltiert. Aktuell ist die Shannons SpeedSeries die Hauptattraktion, nachdem die Supercars 2023 aus dem Programm flogen.

## Rennstrecke
Die Strecke ist vor allem aufgrund ihrer schnellen Geraden auf dem neuen National-Circuit und den engen Kurven des alten Circuits bekannt. Der Fahrer Dick Johnson beschrieb sie „als würde man einen Marathon um die Wäscheleine laufen“.
Die Boxengasse weist 20 Boxen mit den Abmessungen 8,6 m × 4,4 m auf, an die der heutige Turm der Rennkontrolle und das Media-Center angrenzen. Zusätzlich sind auf dem Gelände 78 weitere Garagen in 3 Garagenkomplexen zur Unterbringung von Rennwagen und 3 Carports mit weiteren 56 Stellplätzen vorhanden. Der kürzere Club-Circuit besitzt zudem einen eigenen Rennkontrollturm. 